# مارکو یانکوویچ (بازیکن فوتبال، زاده ۱۹۹۵)
مارکو یانکوویچ (انگلیسی: Marko Janković؛ زادهٔ ۹ ژوئیهٔ ۱۹۹۵) بازیکن فوتبال اهل مونته‌نگرو است.
از باشگاه‌هایی که در آن بازی کرده‌است می‌توان به باشگاه فوتبال ماریبور، باشگاه فوتبال المپیاکوس، باشگاه فوتبال بئوگراد، و باشگاه فوتبال پارتیزان اشاره کرد.